# Nagyegyházas
Nagyegyházas (1899-ig Kosztolna, szlovákul Kostolné) község Szlovákiában, a Trencséni kerületben, a Miavai járásban.

## Fekvése
Miavától 12 km-re délkeletre, a Kostolnik-patak völgyében, 219 méter magasan fekszik.

## Története
A mai község területén a bronzkorban a lausitzi kultúra népének települése állt, melynek hamvasztásos temetőjét feltárták.
1392-ben "Koztolna" néven említik először. Csejte várának tartozéka volt, majd 1855-től a Breuner család birtoka. 1715-ben a faluban pincészet, 2 malom és 41 háztartás található. 1753-ban 117 család és 146 telek volt a községben. 1787-ben az első népszámlálás 221 házat és 1712 lakost talált itt. 1828-ban 278 házát és 1946-an lakták. Lakói mezőgazdasággal, állattartással és szövéssel foglalkoztak.
Fényes Elek szerint "Kosztolna, Nyitra m. tót falu, Vágh-Ujhelyhez nyugotra 1 1/2 órányira, hegyek közt. Számlál 203 kath., 1794 evang., 19 zsidó lak. Evang. anyaszentegyház s ekklézsia; jó marhatartás; vizimalom. Sok erdő. F. u. a csejthei uradalom." 
A trianoni békeszerződésig területe Nyitra vármegye Miavai járásához tartozott.

## Népessége
| Év:            | 1994. | 2004.    | 2014.   | 2024.   |
| -------------- | ----- | -------- | ------- | ------- |
| Emberek száma: | 718   | 640      | 601     | 621     |
| Eltérés:       |       | -10,86 % | -6,09 % | +3,32 % |

| Év:            | 2023. | 2024.   |
| -------------- | ----- | ------- |
| Emberek száma: | 627   | 621     |
| Eltérés:       |       | -0,95 % |

1910-ben 2181, túlnyomórészt szlovák anyanyelvű lakosa volt.
2001-ben 684 lakosából 669 szlovák volt.
2011-ben 627 lakosából 606 szlovák volt.

## Híres személyek
- Itt született 1869-ben Matej Metod Bella szlovák evangélikus lelkész, ügyvéd, politikus, pozsonyi zsupán
- Itt hunyt el 1894-ben Ján Trokan szlovák evangélikus lelkész, költő, nemzetébresztő
- Itt szolgált Ján Pravdoľub Bella szlovák pedagógus, újságíró
- Itt szolgált Ivan Eľko evangélikus püspök

## Nevezetességei
- Evangélikus temploma 1784-ben épült, tornya 1807-ben készült hozzá, a 19. században átépítették.

## Külső hivatkozások
- Községinfó
- Nagyegyházas Szlovákia térképén
- E-obce.sk Archiválva 2007. november 3-i dátummal a Wayback Machine-ben